# Polyboea
Polyboea là một chi nhện trong họ Pisauridae.